# غاري إيمرسون
غاري إيمرسون (بالإنجليزية: Gary Emerson)‏ هو لاعب غولف بريطاني، ولد في 26 سبتمبر 1963 في بورنموث في المملكة المتحدة.

## وصلات خارجية
- غاري إيمرسون على موقع رابطة أوروبا للاعبي الغولف المحترفين (الإنجليزية)